# Sotigui Awards
 (novembre 2022).
La mise en forme du texte ne suit pas les recommandations de Wikipédia : il faut le « wikifier ».
Les points d'amélioration suivants sont les cas les plus fréquents. Le détail des points à revoir est peut-être précisé sur la page de discussion.
- Les titres sont pré-formatés par le logiciel. Ils ne sont ni en capitales, ni en gras.
- Le texte ne doit pas être écrit en capitales (les noms de famille non plus), ni en gras, ni en italique, ni en « petit »…
- Le gras n'est utilisé que pour surligner le titre de l'article dans l'introduction, une seule fois.
- L'italique est rarement utilisé : mots en langue étrangère, titres d'œuvres, noms de bateaux, etc.
- Les citations ne sont pas en italique mais en corps de texte normal. Elles sont entourées par des guillemets français : « et ».
- Les listes à puces sont à éviter, des paragraphes rédigés étant largement préférés. Les tableaux sont à réserver à la présentation de données structurées (résultats, etc.).
- Les appels de note de bas de page (petits chiffres en exposant, introduits par l'outil «  Source ») sont à placer entre la fin de phrase et le point final[comme ça].
- Les liens internes (vers d'autres articles de Wikipédia) sont à choisir avec parcimonie. Créez des liens vers des articles approfondissant le sujet. Les termes génériques sans rapport avec le sujet sont à éviter, ainsi que les répétitions de liens vers un même terme.
- Les liens externes sont à placer uniquement dans une section « Liens externes », à la fin de l'article. Ces liens sont à choisir avec parcimonie suivant les règles définies. Si un lien sert de source à l'article, son insertion dans le texte est à faire par les notes de bas de page.
- La présentation des références doit suivre les conventions bibliographiques. Il est recommandé d'utiliser les modèles {{Ouvrage}}, {{Chapitre}}, {{Article}}, {{Lien web}} et/ou {{Bibliographie}}. Le mode d'édition visuel peut mettre en forme automatiquement les références.
- Insérer une infobox (cadre d'informations à droite) n'est pas obligatoire pour parachever la mise en page.

Pour une aide détaillée, merci de consulter Aide:Wikification.
Si vous pensez que ces points ont été résolus, vous pouvez retirer ce bandeau et améliorer la mise en forme d'un autre article.
Les Sotigui Awards, aussi appelés la nuit des Sotigui, sont des récompenses annuelles des acteurs comédiens du cinéma africain et de sa diaspora. Organisée à Ouagadougou depuis 2016, cette cérémonie vise à valoriser et à récompenser, dans diverses catégories, les meilleurs talents du cinéma africain à travers le monde.
C'est un évènement initié par l'entrepreneur culturel burkinabè Kevin Moné, président de l'académie des Sotigui.

## Historique
La cérémonie des Sotigui Awards est une initiative  qui date de 2016 en hommage à l’artiste comédien burkinabé d'origine malienne Sotigui Kouyaté décédé le 17 avril 2010 à Paris. A l'image des Oscar du cinéma aux Etats-Unis ou de la cérémonie des César en France, les Sotigui Awards récompensent chaque année, dans plusieurs catégories, les meilleurs acteurs-comédiens du cinéma africain et de la diaspora. Depuis sa création, les Sotigui réunie à chaque édition plusieurs acteurs de cinéma du Burkina Faso et de l'Afrique,,,,,.

## Catégories de récompense
- Sotigui d’Or
- Sotigui du Public (Par vote du public)
- Sotigui du Meilleur Acteur de l’Afrique de l’Ouest
- Sotigui du Meilleur Acteur de l’Afrique du Nord
- Sotigui du Meilleur Acteur de l’Afrique Centrale
- Sotigui du Meilleur Acteur de l’Afrique Australe
- Sotigui du Meilleur Acteur de l’Afrique de l’Est
- Sotigui du Meilleur Acteur Anglophone (Ghana/Nigéria)
- Sotigui du Meilleur Acteur de la Diaspora[7],[8]
- Sotigui du Meilleur Plus Jeune Acteur de l'Afrique
- Sotigui du Meilleur Espoir de l'Afrique
- Sotigui de la Meilleure Actrice du Burkina Faso
- Sotigui du Meilleur Acteur du Burkina Faso
- Sotigui du Meilleur Espoir - Série Télé
- Sotigui de la Meilleure Actrice - Série Télé
- Sotigui du Meilleur Acteur - Série Télé

### Editions des Sotigui
Sotigui Awards 2024 : 9ème édition des Sotigui Awards du 13 au 16 novembre                       
- Sotigui d'or: Stephanie Tum du Cameroun[9]
- Pays invité d'honneur: le Mali[10]

Sotigui Awards 2023 : 8ème édition des Sotigui Awards du 8 au 11 novembre

- Sotigui d'Or 2023 : Lazare Minoungou dans le film «Sira» de Apolline Traoré (Burkina Faso)
- Pays invité d’honneur : Sénégal.

Sotigui Awards 2022 : 7ème édition des Sotigui Awards du 9 au 12 septembre 2022. 

- Sotigui d’Or 2022 : Roger Felmon Salah dans le film «Saloum» de Jean Luc Herbulot (Sénégal).
- Pays invité d’honneur : Guadeloupe.

Sotigui Awards 2021 : 6ème édition des Sotigui Awards du 11 au 13 Novembre 2021. 

- Sotigui d'Or 2021: Louis San-Eloy de la Guadeloupe.
- Pays invité d’honneur : Gabon.

Sotigui Awards 2020 : 5ème édition des Sotigui Awards 14 novembre 2020.

- Sotigui d'Or 2020 : Girley Charlène Jazama de la Namibie.

Sotigui Awards 2019 : 4ème édition des Sotigui Awards le samedi 30 novembre 2019

- Sotigui d'Or 2019 : Jimmy Jean Louis de la Haïti.

Sotigui Awards 2018 : 3ème édition des Sotigui Awards le Samedi 1er Décembre 2018.

- Sotigui d'Or 2018 : Abdelmonem Chouyet de la Tunisie.

Sotigui Awards 2017: 2ème édition des Sotigui Awards le Samedi 2 Décembre 2017.

- Sotigui d'Or 2017 :  Noufissa Benchehida du Maroc.

Sotigui Awards 2016: 1ère édition des Sotigui Awards le Samedi 7 Mai 2016.

- Sotigui d'Or 2016 :  Mouna Ndiaye du Burlina Faso.